# Małynka
Małynka es un pueblo en el distrito administrativo de Gmina Zabłudów, dentro del Distrito de Białystok, Voivodato de Podlaquia, en el noreste de Polonia. Se encuentra aproximadamente 14 kilómetros al sudeste de Zabłudów y 30 kilómetros al sudeste de la capital regional, Białystok.